# Magapia jaumotti
Magapia jaumotti is een hydroïdpoliep uit de familie Magapiidae. De poliep komt uit het geslacht Magapia. Magapia jaumotti werd in 1978 voor het eerst wetenschappelijk beschreven door Bouillon. 